# Bertrand Tavernier
Bertrand Tavernier (Lyon, 25 de abril de 1941 – 25 de março de 2021) foi um cineasta, roteirista e produtor francês.

## Biografia
Filho do escritor e resistente nascido em Lyon, René Tavernier (autor de escritos clandestinos sobre grandes escritores, como Aragon), Bertrand Tavernier começou sua carreira cinematográfica como assistente de Jean-Pierre Melville, realizando  em seguida pequenos documentários, antes  de ser encarregado  das relações com a imprensa e começar seu trabalho de historiador do cinema. Essas atividades influenciaram profundamente o seu estilo. Crítico cinematográfico, colaborou com várias  revistas nos anos de 1960: Les Cahiers du cinéma, Cinéma, Positif, Présence du cinéma, etc.
Nos últimos anos da década de 1950, distinguiu-se  novamente dos diretores de cinema de sua geração, restabelecendo  o lugar da narração, que caira no esquecimento. Também deu novas oportunidades a grandes roteiristas e escritores de  diálogos (Jean Aurenche e Pierre Bost), bem como ao cineasta Claude Autant-Lara, banidos, vítimas da intransigência do cineasta François Truffaut. Grande cinéfilo, Tavernier suscitou a redescoberta  de  escritores  como Jean-Devaivre,  de quem adaptou a autobiografia no seu filme Laissez-passer. Se o prazer o levou  às vezes  a fazer   ‘’filmes de costume’’, nunca se distanciou das preocupações do nosso tempo, sua arte restando profundamente enraizada na nossa época.
Tavernier exprimiu em seus filmes, sua aversão às injustiças, seu engajamento contra a guerra, contra o racismo e os estragos  do colonialismo, contra a pena de morte e as desordens, até mesmo  as suas consequências para nossas sociedades contemporâneas: delinquência, violência,  desemprego, misérias  físicas  e afetivas, drogas, aids, etc.
Alguns longas-metragens  mais tranquilos ou nostálgicos, como (Um, Sonho de Domingo, Daddy nostalgie), são muitas vezes impregnados pela figura paterna , pelo tempo que passou e que não se pode reter.
Bertrand Tavernier é pai de Nils Tavernier, também cineasta e ator. Ele conheceu na escola Volker Schlöndorff, que é padrinho do seu filho.
Morreu em 25 de março de 2021, aos 79 anos de idade.

## Filmografia

### Cineasta
- 1964: Les Baisers (filme a episódios: direção de Baiser de Judas)
- 1964: La Chance et l'amour (filme a episódios: direção de Une chance explosive)
- 1974: L'horloger de Saint-Paul: direção, cenário
- 1974: Que la fête commence: direção, cenário
- 1976: Le juge et l'assassin: direção, cenário
- 1977: Des enfants gâtés: direção, cenário
- 1977: La Question de Laurent Heynemann: produtor
- 1980: Une semaine de vacances: direção, cenário
- 1980: La Mort en direct (Deathwatch): direção, cenário
- 1981: Coup de torchon: direção, cenário
- 1982: Philippe Soupault et le Surréalisme (TV): direção
- 1983: La Trace de Bernard Favre: cenário, produtor associado
- 1983: Ciné citron (curta-metragem): direção, cenário
- 1983: La Huitième génération (curta-metragem): direção, cenário
- 1983: Mississippi Blues: co-réalisation avec Robert Parrish, cenário, produtor
- 1984: Un dimanche à la campagne (Um sonho de Domingo): direção, cenário
- 1986: Por Volta da Meia-Noite ('Round Midnight): direção, cenário
- 1987: Les Mois d'avril sont meurtriers: cenário segundo o romance de Robin Cook
- 1987: La Passion Béatrice: direção, cenário
- 1988: Lyon, le regard intérieur (TV): direção, cenário
- 1989: La Vie et rien d'autre: direção, cenário
- 1990: Der grüne Berg de Fredi M. Mürer: cenário
- 1990: Daddy nostalgie: direção, cenário
- 1991: Contre l'oubli: co-direção, Pour Aung San Suu Kyi, Myanmar
- 1992: La Guerre sans nom: co-direção avec Patrick Rotman
- 1992: L.627: direção, cenário
- 1994: La Fille de d'Artagnan: direção, cenário
- 1995: L'Appât: direção, cenário
- 1996: Capitaine Conan: direção, cenário
- 1997: La Lettre (TV): direção
- 1998: De l'autre côté du périph (TV): co-direção avec Nils Tavernier
- 1999: Ça commence aujourd'hui: direção, cenário
- 2000: Mon père - Il m'a sauvé la vie de José Giovanni: cenário
- 2001: Les Enfants de Thiès (TV): direção, cenário
- 2001: Histoires de vies brisées: les double-peine de Lyon: co-direção com Nils Tavernier
- 2002: Laissez-passer: direção, cenário
- 2004: Holy Lola: direção, cenário
- 2009: In the Electric Mist: direção
- 2010: La Princesse de Montpensier
- 2013: Quai d'Orsay
- 2016: Voyage à travers le cinéma français - Documentário

### Roteirista
Filmes escritos mas não dirigidos por  Bertand Tavernier
- 1967: Capitaine Singrid de Jean Leduc
- 1967: Coplan ouvre le feu à Mexico (Entre la redes) de Riccardo Freda

### Ator
- François Truffaut: portraits volés (1992) de Michel Pascal, Serge Toubiana com Fanny Ardant, Nathalie Baye
- Claude Sautet ou la magie invisible (2002) de N.T. Binhcom Bertrand Tavernier, Philippe Sarde

### Escritor e cinéfilo
Em 1995, Tavernier publica com Jean-Pierre Coursodon 50 ans de Cinéma Américain (ed. Omnibus), considerado por diversos cinéfilos como a bíblia francesa sobre o assunto. Participa também da emissão de rádio semanal Cinéfilms, na rádio France Inter.
- Livro: Qu'est-ce qu'on attend? (Que esperamos?), Edições  do Seuil, autores: Bertrand Tavernier, Paris, 1993,  259 páginas, ISBN 978-2-0202030-12
- Livro: 50 ans de cinéma américain (50 anos de cinema americano), Edições Omnibus, autores: Jean-Pierre Coursodon  e Bertrand Tavernier, Paris, 1995, 1268 páginas,ISBN 978-22580402-74
- Livro: Ça commence aujourd'hui (Isto começa hoje), Edições Mango, autores: Dominique Sampiero, Tiffany Tavernier, e Bertrand Tavernier, Paris, 1999,   97 páginas, ISBN 978-28427013-52
- Livro: La Guerre sans nom: Les appelés d'Algérie 54-62 (A Guerra inominada: Os combatentes da Argélia 1954-1962), Edições Seuil, autores Patrick Rotman e Bertrand Tavernier, Paris, 2001, 305 páginas, ISBN 978-20201462-03
- Livro: La vie en couleur (A vida colorida): Centenário do Autochrome Lumière, Placas Autochromes Lumière 1904-1935, Edições Institut Lumière, autores: Michel Mercier e Bertrand Tavernier, Lião, França 2004, 56 páginas, ISBN 978-2909870021
- Livro: Amis Américains: Entretiens avec les grands Auteurs d'Hollywood (Amigos Americanos: Entrevistas com os grandes Autores de Hollywood) Edições Actes Sud, autor  Bertrand Tavernier, Arles, França, 2008, ISBN 978-27427639-48
- Livro: Pas à pas dans la brume électrique (Passo a passo na bruma elétrica), Edições Flammarion, autor Bertrand Tavernier, Paris, 2009, páginas 267, ISBN 978-20812331-19
- Livro: La princesse de Montpensier (A princesa de Montpensier), Edições Flammarion, autor :Bertrand Tavernier, Paris, 2010, ISBN 978-20812458-84

## Principais prêmios recebidos
- Festival de Veneza:
  - Prémio de Honra - Leão de Ouro (2015)[2]
- Berlinale:
  - Urso de Ouro por L'Appât (1995)
  - Prêmio do Júri por L'Horloger de Saint-Paul (1974)
- Cannes:
  - Melhor diretor por Un dimanche à la campagne (1984)[3]
- BAFTA Awards:
  - Melhor filme estrangeiro por La Vie et rien d'autre (1989)
- Césarː
  - Melhor diretor e melhor roteiro original ou adaptação por Que la fête commence... (1976)[4]
  - Melhor roteiro original ou adaptação por Le juge et l'assassin (1977)[4]
  - Melhor adaptação por Un dimanche à la campagne (1985)[4]
  - Melhor diretor por Capitaine Conan (1997)[4]
- Prêmio Louis-Delluc por L'Horloger de Saint-Paul (1974)